# Companiganj
Companiganj (en bengali : কোম্পানিগঞ্জ) est une upazila du Bangladesh dans le district de Noakhali. En 2011, on y dénombrait 279 870 habitants.